# Eulithis ochraceata
Eulithis ochraceata là một loài bướm đêm trong họ Geometridae.